# 큐티스
《큐티스》(프랑스어: Mignonnes, 영어: Cuties)는 2020년 개봉한 프랑스의 성장 드라마 영화로, 마이무나 두쿠르의 장편 데뷔작이다. 2020 선댄스 영화제에서 전 세계 최초로 공개되었다.
넷플릭스를 통해 월드 배급되면서 미국을 중심으로 영화의 아동 성착취, 성상품화 논란이 일어 스트리밍 금지 요구 청원 및 넷플릭스 불매 운동이 이어졌다.